# WEBコミックアクション
『WEBコミックアクション』（ウェブコミックアクション）は、双葉社より配信されていたウェブコミック配信サイトおよび漫画雑誌総合サイト。2013年4月に同社ウェブコミックを統合して誕生した。毎週金曜日更新。

## 概要
前身の1つとなった『WEBコミックハイ!』は、2008年8月20日から提供開始されたウェブコミック配信サイトである。同社の『コミックハイ!』と同じく、主に男性向け少女漫画指向の作品が展開され、毎月10日・20日・30日のいずれかに更新されていた（作品によって異なる。当日が休日の場合は前日の平日に更新）。
その後、毎月30日更新分の作品については、新たに創設された、乙女のためのガールズWEBコミックサイト『乙女ハイ!』（2011年日6月30日より開始）の作品を掲載した。このため、当初毎月30日更新であった作品は10日更新もしくは20日更新へと移動した。
2013年4月10日、『漫画アクション』の公式サイトのウェブコミック連載ページとして設けられていた『Web漫画アクション堂』に、『WEBコミックハイ!』及び『乙女ハイ!』が統合して、現在の『WEBコミックアクション』へとリニューアルされた。また、『双葉社Webマガジン』の一般作品（『ケータイまんがタウン』作品を前身とするもの含む）や、同年2月に休載となっていたCOMICすももに連載されていた作品の一部も移って来ている。URLはWeb漫画アクション堂のものをそのまま引き継いでいる。『WEBコミックハイ!』で連載されていた作品のうち、「つぐもも」（浜田よしかづ）のみ新創刊の『月刊アクション』への移籍となった。
『WEBコミックアクション』内に2017年9月27日に新レーベル『モンスターコミックス』を創設し、モンスター文庫・Mノベルズの作品を中心にコミカライズを連載していたが、2019年12月2日にモンスター編集部総合サイト『がうがうモンスター』として独立リニューアルしていった。
2020年3月27日に双葉社が新たな漫画サイト『webアクション』をオープン。連載作品はそちらへ移籍し、『WEBコミックアクション』には漫画雑誌総合サイトとしての面だけが残っていた。2023年4月頃をもってURLが『webアクション』に転送されるようになっため、完全消滅したことになる。

## 特徴
- 事実上の前身にあたる『COMIC SEED!』や『双葉社Webマガジン』と同じく、会員制ではなく完全無料配信で誰でも気軽に閲覧可能。
- 専用ビューワをインストールする必要が無く、読者の負担を大幅に軽減していた。
- 『COMIC SEED!』から移った作品もある。
- 連載作品は第1話と単行本未掲載分（最新話と複数話のバックナンバー）の閲覧が可能。連載終了作品でも一部閲覧可能なものがあった。

## 終了時点の作品
出典：
- ある奴隷少女に起こった出来事（原作：ハリエット・A・ジェイコブズ、漫画：あらいまりこ）※『webアクション』へ移動。
- アンドロイドタイプワン（YASHIMA）※『webアクション』へ移動。
- 女子かう生（若井ケン）※『webアクション』へ移動。
- ふつうのきもち（いがらしみきお）※『webアクション』へ移動。
- ルパン三世Y 11章第7節のエレベーター編（原作：モンキー・パンチ、作画：山上正月）

### 休載中
- リーツェンの桜（原作：舘澤貢次、漫画：かどたひろし）

## 過去に連載されていた作品
- アコロコタン（成田英敏）
- 旭お嬢様と嘉島くん（琴慈）『COMICすもも』より移動。※偶数月更新
- あつらえ王子きせかえ姫（胡桃ちの）『双葉社Webマガジン』より移動。
- 飯田橋のふたばちゃん（作画：加藤マユミ、原作：横山了一） 『Web漫画アクション堂』より移動。ITmedia ebook USERの出張版は連載継続。
- 馬なり1ハロン劇場（よしだみほ）『双葉社Webマガジン』より移動。
- Fの密命（秋月カイネ）
- 大阪ハムレット（森下裕美）
- OZMAFIA!!（月ヶ瀬ゆりの）『乙女ハイ!』より移動。
- お代はあなたの寿命です（岡田鯛）
- 御伽の檻（しぐま太朗）『WEBコミックハイ!』より移動。
- 乙女ひすとりっく（えむあ）『WEBコミックハイ!』より移動。
- お兄ちゃんのことなんかぜんぜん好きじゃないんだからねっ!!（草野紅壱）『WEBコミックハイ!』より移動。
- 学校へ行けない僕と9人の先生（棚園正一）
- ギグガキ（川上十億）
- ギロチンTV -嘘つき野郎に神のイカヅチ-（佐藤真冬）『双葉社Webマガジン』より移動。
- きんぱつへきがん関西版（ZUKI樹）『WEBコミックハイ!』より移動。
- クラ×ラバ（紅月りと。）『乙女ハイ!』より移動。
- クロノスヘイズ（高野真之）※『漫画アクション』より移動。
- コーヒーとボク（相原民人）
- こびとねこ（相原コージ）
- たそがれの春（川辺蛙子）
- 帰ってきたどらン猫シリーズ（はるき悦巳）『双葉社Webマガジン』より移動。
- 純愛教祖みかなさま（寿孝太） 『WEBコミックハイ!』より移動。
- 水滸伝外伝 浪子燕青（七重正基）
- 鉄民（菅原敬太）
- 天才!サラリーマンしりもと（しりもと）
- 同人少女JB（一本木蛮）『Web漫画アクション堂』より移動。
- 共食い（原作：金沢伸明、漫画：斉藤ロクロ）
- どんぶり委員長（市川ヒロシ）
- 何も悪さはしてません（ネコメヒコ）
- なのな フォト ゴロー（森下裕美）
- なんで!?（飯山カズオ）
- 猫の手を借りてる（ごじょうふみえ）
- バナナは原稿料に入りますか?（松本勇祐）
- 父で娘（ぱぱでこ）（多丹モト）『COMICすもも』より移動。※偶数月更新
- はんくら日和 ほんの出来心ではじめました（佐野まさき）
- パンプアップ（中村博文）
- ヒトはイカにして滅んだのか?（柴谷けん）
- 深い海からもんでキュー（黒田いずま）
- 暴投学級 セパれーしょん! 月曜日は休校です（亀瀬ブン）
- ぼくの妹さん!（春日旬）『COMICすもも』より移動。※奇数月更新
- ボディシェア 〜俺のかわいいペットちゃん〜（石紙一）『双葉社Webマガジン』より移動。
- まりかセヴン（伊藤伸平）『漫画アクション』本誌不定期連載→『Web漫画アクション堂』より移動。
- マンガでわかる介護職 ヘルプミー ヘルパー（木山道明）
- LIFE×01（かぼす）『乙女ハイ!』より移動。
- ラブドールズ（富士屋カツヒト）
- ロボ子ちゃんオーバーケア（あらい・まりこ）

### Web漫画アクション堂
- 霧の中のラプンツェル（あらい・まりこ）※休載
- 原始バカ一族（蓮古田二郎）
- シートン（谷口ジロー）
- 真・異種格闘大戦（相原コージ）
- 僕はなぜ!? なぜ結婚できたのか!! -モテない男の恋愛処世術-（福満しげゆき）コラム ※休載
- ホルス（よの・志郎）
- ミュジコフィリア（さそうあきら）

### WEBコミックハイ!
- アンニョン!（Tiv） - 『COMIC SEED!』より移動。
- いなかの（井ノ本リカ子）
- うららちゃんのナカの人（真田鈴） - 偶数月更新。当初は奇数月30日更新。
- カンペキな彼女（あきづき弥）
- ぎゃるかん（倉上淳士） - 『メンズヤング』より移動。
- 境爛のクインナータ（あきづき弥）
- 今日から地下アイドル（Cide）
- 原作さん（一條マサヒデ）
- 地獄恋 LOVE in the HELL（鈴丸れいじ）
- 青春フォーゲット!（岬下部せすな）
- 蒼界のイヴ（山田J太）
- つぐもも（浜田よしかづ） - 『COMIC SEED!』より移動。『月刊アクション』へ移動。
- にじぷり（橘あゆん）
- ボクとワタシの変愛事情（天野シロ）
- 眠り姫のはぐはぐ（小谷あたる） - 『COMIC SEED!』より移動。
- 魔法のアラフォー マジカル熟女（広輪凪）
- 遺言姉妹（井ノ本リカ子）
- ゆとりちゃん（広輪凪）
- わたしの大切な友達（袴田めら）

### 乙女ハイ!
- 碧き海の囚われ姫（鮎村幸樹）
- 嘘つき惑星（プラネット）（ヨシザワ）
- カロン サイフォン（画：橘りた/作：榊ヘヌウ）
- 紅蓮のアルマ（こも）
- ザン★メン5〜残念なイケメンたち〜（目黒川うな）
- Starry☆Sky 〜in Spring〜（柚谷晴日）
- 戦国☆パラダイス -極-（作画：田野かかし/原作シナリオ協力：太田ぐいや）
- ハイスペック!紳士〜シュヴァリエ学園オルドル科〜（皇りん）
- ひなたま（岩城そよご）

### モンスターコミックス
一部作品は、2018年12月からめちゃコミックで先行配信していた。打ち切りとなった作品以外、全て『がうがうモンスター』へ移籍した。
- 姉上。スカートをまくって股を開いて見せてくれませんか?（漫画：かりね。/原作：サクチル/キャラクター原案：紫真依）
- アラフォー社畜のゴーレムマスター（漫画：水無月十八/原作：高見梁川/キャラクター原案：吉沢メガネ）
- 出雲のあやかしホテルに就職します（漫画：上原誠/原作：硝子町玻璃/キャラクター原案：雀葵蘭）
- 異世界召喚は二度目です（漫画：嵐山/原作：岸本和葉/キャラクター原案：40原）
- 異世界でもふもふなでなでするためにがんばってます。（漫画：高上優里子/原作：向日葵/キャラクター原案：雀葵蘭）
- 異世界の迷宮都市で治癒魔法使いやってます（漫画：二世/原作：幼馴じみ/キャラクター原案：おりょう）
- エリィ・ゴールデンと悪戯な転換 ブスでデブでもイケメンエリート（漫画：タパ松/原作：四葉夕卜/キャラクター原案：ミユキルリア）
- ギルドのチートな受付嬢（漫画：八月明久/原案：夏にコタツ/キャラクター原案：三弥カズトモ）
- クラスごと集団転移しましたが、一番強い俺は最弱の商人に偽装中です。（漫画：荒井空真/原作：かわち乃梵天丸/キャラクター原案：ヨシモト）
- クラス転移で俺だけハブられたので、同級生ハーレム作ることにした（漫画：もりたかたかし/原作：新双ロリス/キャラクター原案：夏彦（株式会社ネクストン）
- 後宮の花は偽りをまとう（漫画：六格レンチ/原作：天城智尋/キャラクター原案：碧風羽）
- 古竜なら素手で倒せますけど、これって常識じゃないんですか?（漫画：ウメハナ/原作：羽田遼亮/キャラクター原案：竹花ノート）
- 再臨勇者の復讐譚（漫画：仁藤楓/原作：羽咲うさぎ/キャラクター原案：しらこみそ）
- サキュバスに転生したのでミルクをしぼります（漫画：雪月佳/原作：木野裕喜/キャラクター原案：雪月佳）
- シナリオ通りに退場したのに、いまさらなんの御用ですか?（漫画：うみたまこ/原作：真弓りの/キャラクター原案：加々見絵里）
- 進化の実〜知らないうちに勝ち組人生〜（漫画：そらの/原作：美紅/キャラクター原案：U35）
- 神眼の勇者（漫画：白瀬岬 原作：ファースト/キャラクター原案：晃田ヒカ）
- そのおっさん、異世界で二周目プレイを満喫中（漫画：橘白兎/原作：月夜涙/キャラクター原案：てつぶた）
- そのおっさん、異世界で二周目プレイを満喫中（漫画：七夕の夜/原作：月夜涙/キャラクター原案：てつぶた）※単行本なし
- 食べるだけでレベルアップ! 〜駄女神といっしょに異世界無双〜（キャラクター原案・漫画：ラサハン/原作：kt60）
- 転生! 竹中半兵衛 マイナー武将に転生した仲間たちと戦国乱世を生き抜く（漫画：カズミヤアキラ/原作：青山有/キャラクター原案：長浜めぐみ）
- 農民関連のスキルばっか上げてたら何故か強くなった。（漫画：樽戸アキ/原作：しょぼんぬ/キャラクター原案：姐川）
- ハーシェリク 転生王子の英雄譚（漫画：北国良人/原作：楠のびる/キャラクター原案：あり子）
- ハズレポーションが醤油だったので料理することにしました（漫画：リスノ/原作：富士とまと/キャラクター原案：村上ゆいち）
- 必勝ダンジョン運営方法（漫画：山猫スズメ・松波留美/原作：雪だるま/キャラクター原案：ファルまろ）
- 払暁 男装魔術師と金の騎士（漫画：明野たわ/原作：戌島百花/キャラクター原案：鈴ノ助）
- 冒険家になろう! 〜スキルボードでダンジョン攻略〜（漫画：栗山廉士/原作：萩鵜アキ/キャラクター原案：TEDDY）
- 魔王軍最強の魔術師は人間だった（漫画：アナジロ/原作：羽田遼亮/キャラクター原案：KUMA）
- 魔王様、リトライ!（漫画：身ノ丈あまる/原作：神埼黒音/キャラクター原案：緒方剛志）
- 村人転生 最強のスローライフ（漫画：イチソウヨウ/原作：タカハシあん/キャラクター原案：のちた紳）
- 勿論、慰謝料請求いたします!（漫画：無糖党/原作：soy/キャラクター原案：m/g）
- モンスターのご主人様（漫画：咲良宗一郎/原作：日暮眠都/キャラクター原案：ナポ）

## 映像化作品
| 作品                                                     | 放送年 | アニメーション制作             | 備考                     |
| -------------------------------------------------------- | ------ | ------------------------------ | ------------------------ |
| お兄ちゃんのことなんかぜんぜん好きじゃないんだからねっ!! | 2011年 | ZEXCS                          | 『WEBコミックハイ!』時代 |
| 女子かう生                                               | 2019年 | アニメーションスタジオ・セブン |                          |

| 作品           | 放送年        | 制作               | 備考 |
| -------------- | ------------- | ------------------ | ---- |
| どんぶり委員長 | 2020年-2021年 | BSテレ東、ホリプロ |      |

| 作品             | 公開年 | 配給               | 備考                        |
| ---------------- | ------ | ------------------ | --------------------------- |
| ミュジコフィリア | 2021年 | アーク・フィルムズ | 『Web漫画アクション堂』時代 |